# 污花滇紫草
污花滇紫草（学名：Onosma emodi）为紫草科滇紫草属的植物。分布于不丹、尼泊尔、锡金以及中国大陆的西藏等地，生长于海拔2,800米至3,200米的地区，多生长在溪边湿润地，目前尚未由人工引种栽培。